# テッセラクト (バンド)
テッセラクト（英: Tesseract、表記は「TesseracT」）は、元フェルサイレント（Fellsilent）のギタリスト、アクレ・カーニーを中心として2003年に結成されたプログレッシブ・メタル・バンド。なお、本国イギリスでのバンド名の発音は語頭にアクセントを置いた「テサラクト」に近い。

## 4D Sounds
ギタリストのアクレ・カーニーとベーシストのアモス・ウィリアムスはミルトン・キーンズを拠点に、ミキシングやマスタリングなどを引き受けるオンライン・サービスの4D Soundsとしても活動している。(外部リンク参照)

## メンバー

### 現在のメンバー
- アクレ・カーニー (Acle Kahney) – ギター (2003年– )、ベース (2003年–2006年)
- ジェイ・ポストンズ (Jay Postones) – ドラム、パーカッション (2005年– )
- ジェイムス・モンティース (James 'Metal' Monteith) – ギター (2006年– )
- アモス・ウィリアムス (Amos Williams) – ベース、デスヴォイス、バック・ボーカル (2006年– )
- ダニエル・トンプキンス (Daniel Tompkins) – ボーカル (2009年–2011年、2014年– )

テッセラクト（2019年）
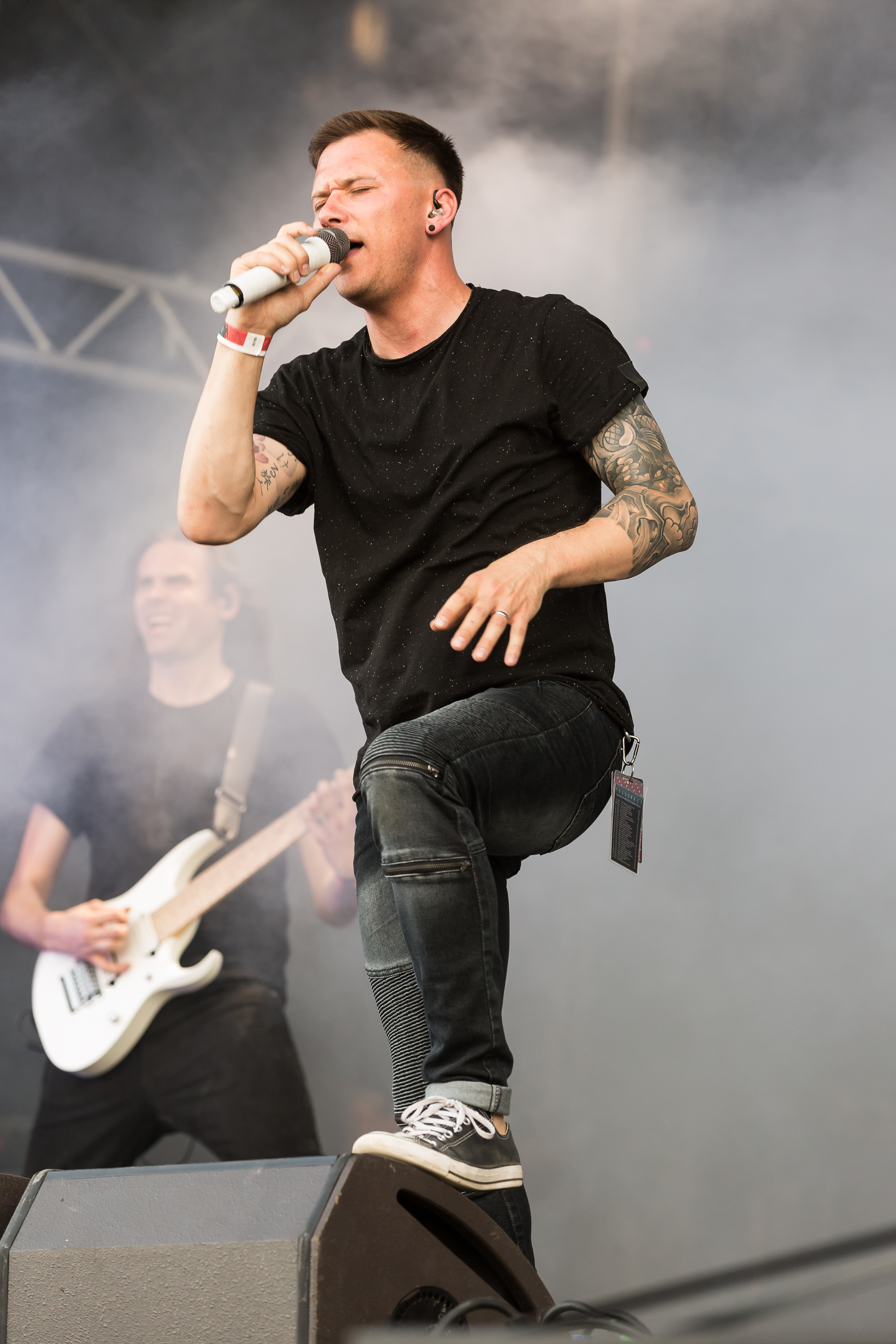
ダニエル・トンプキンス
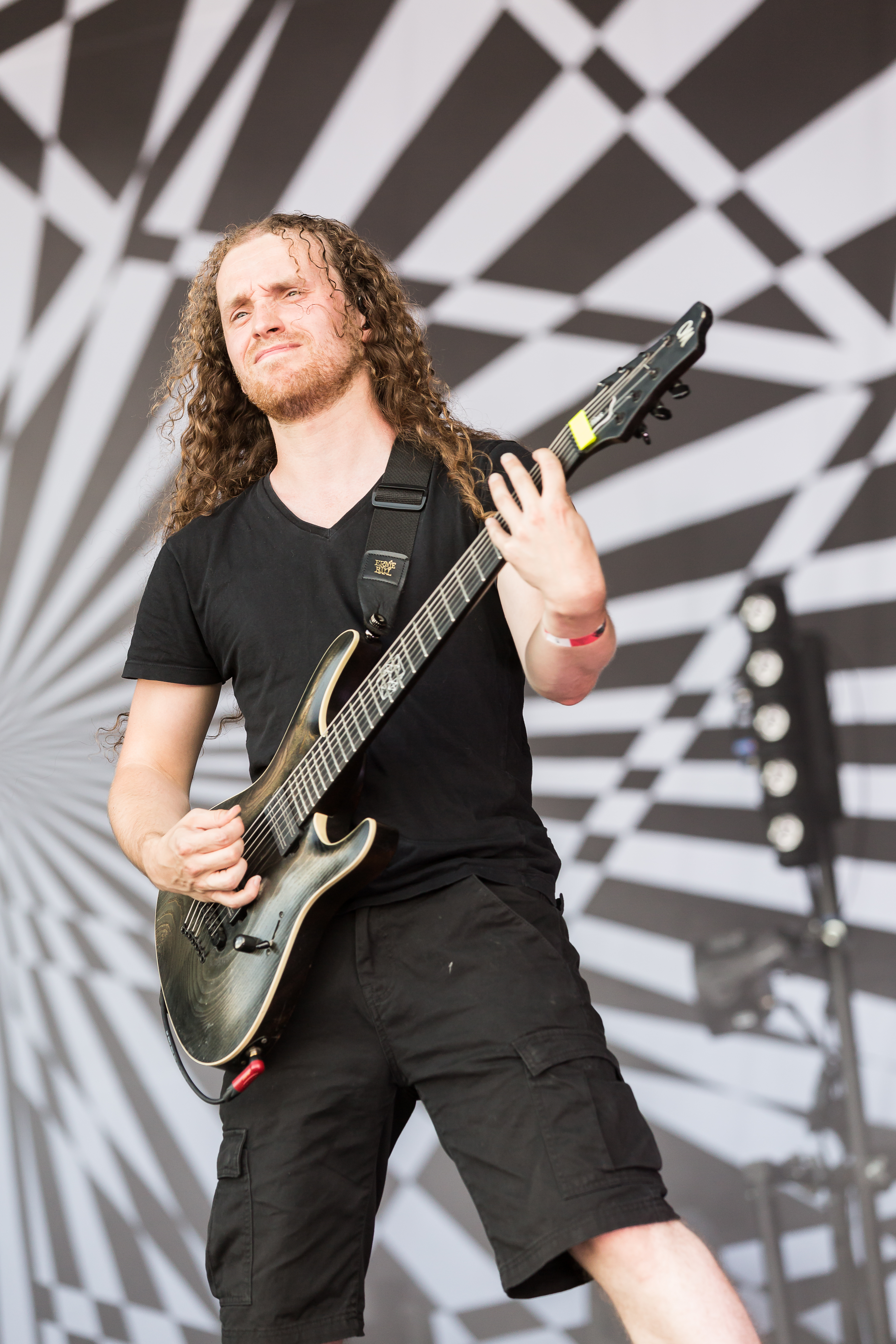
アクレ・カーニー
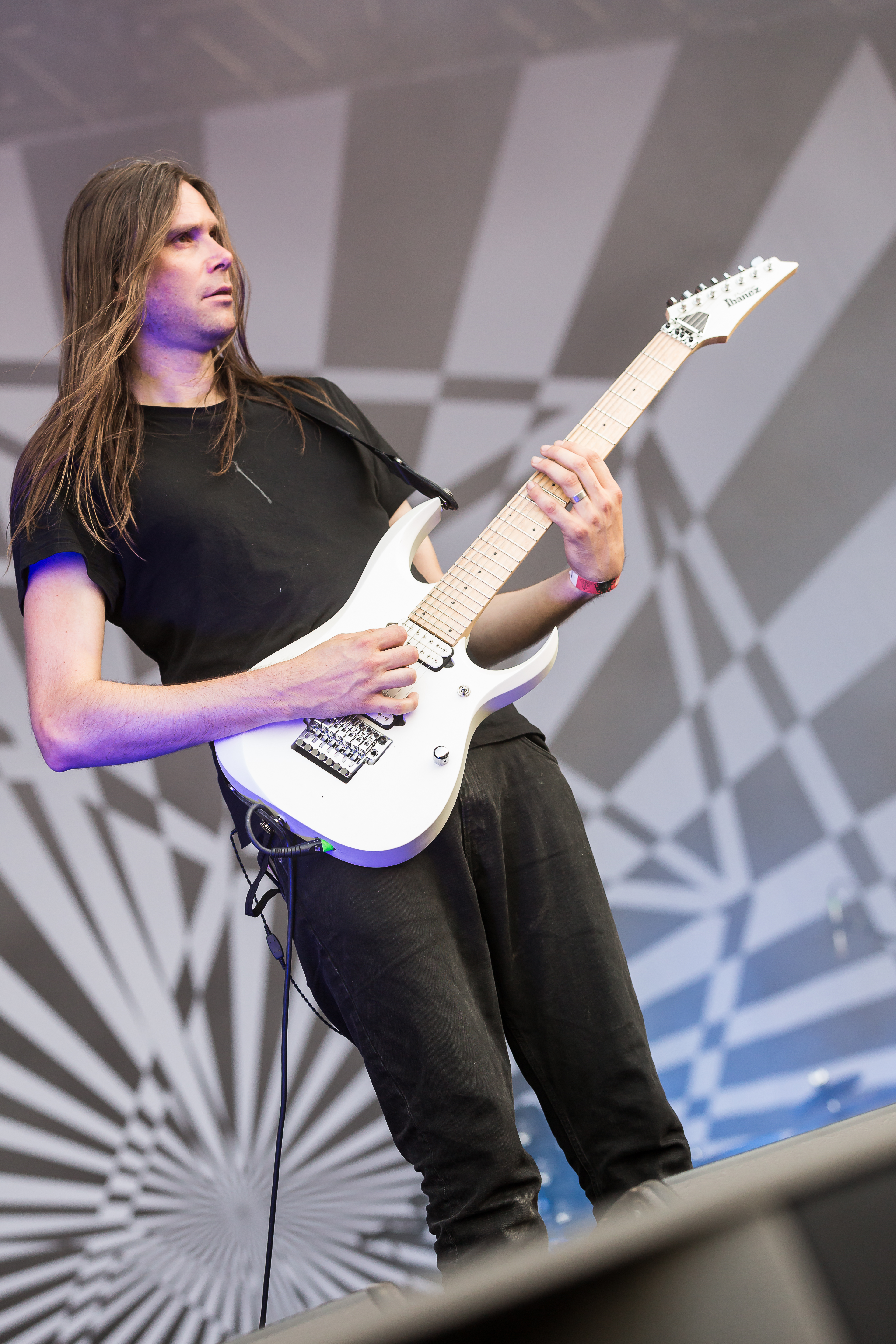
ジェイムス・モンティース
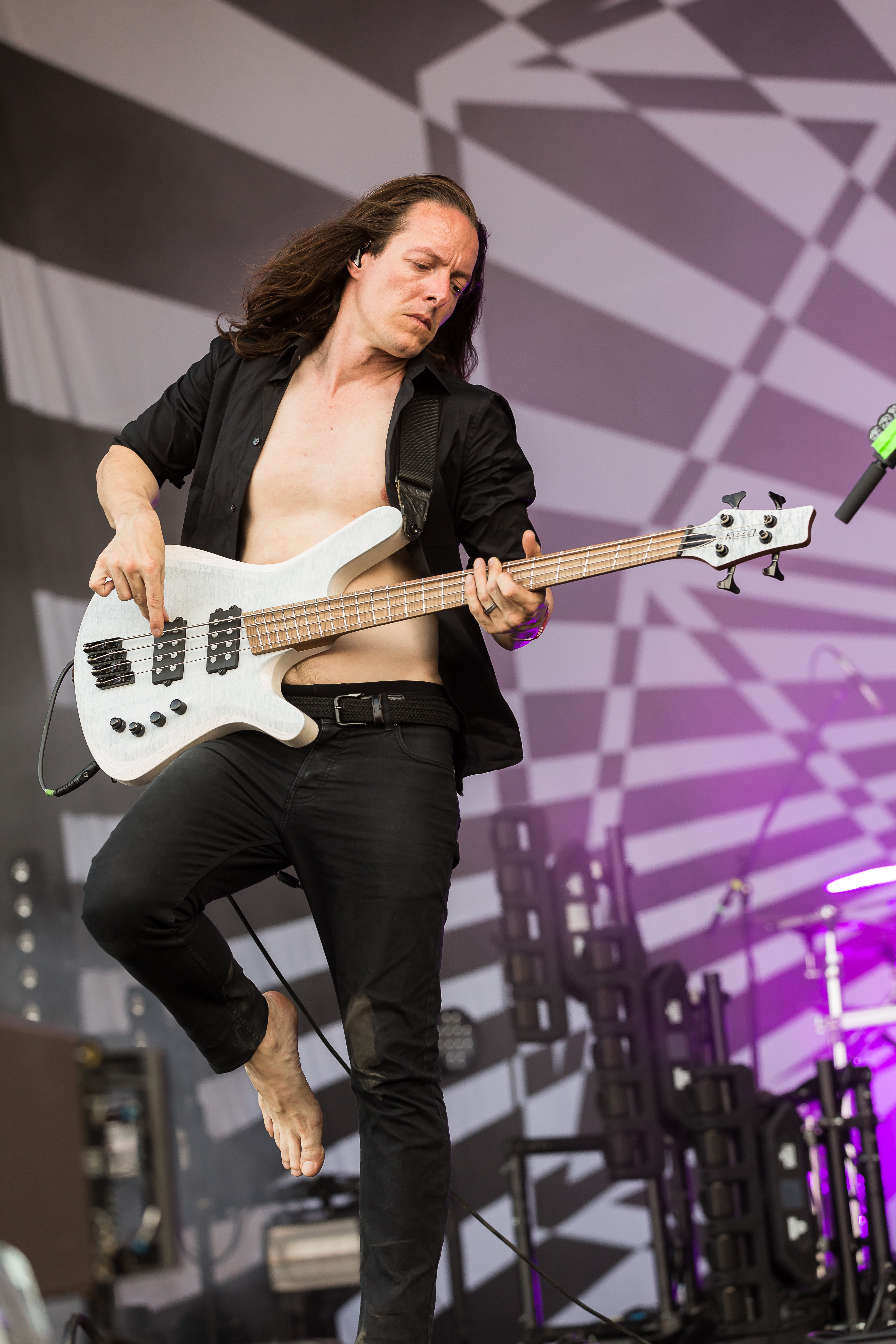
アモス・ウィリアムス
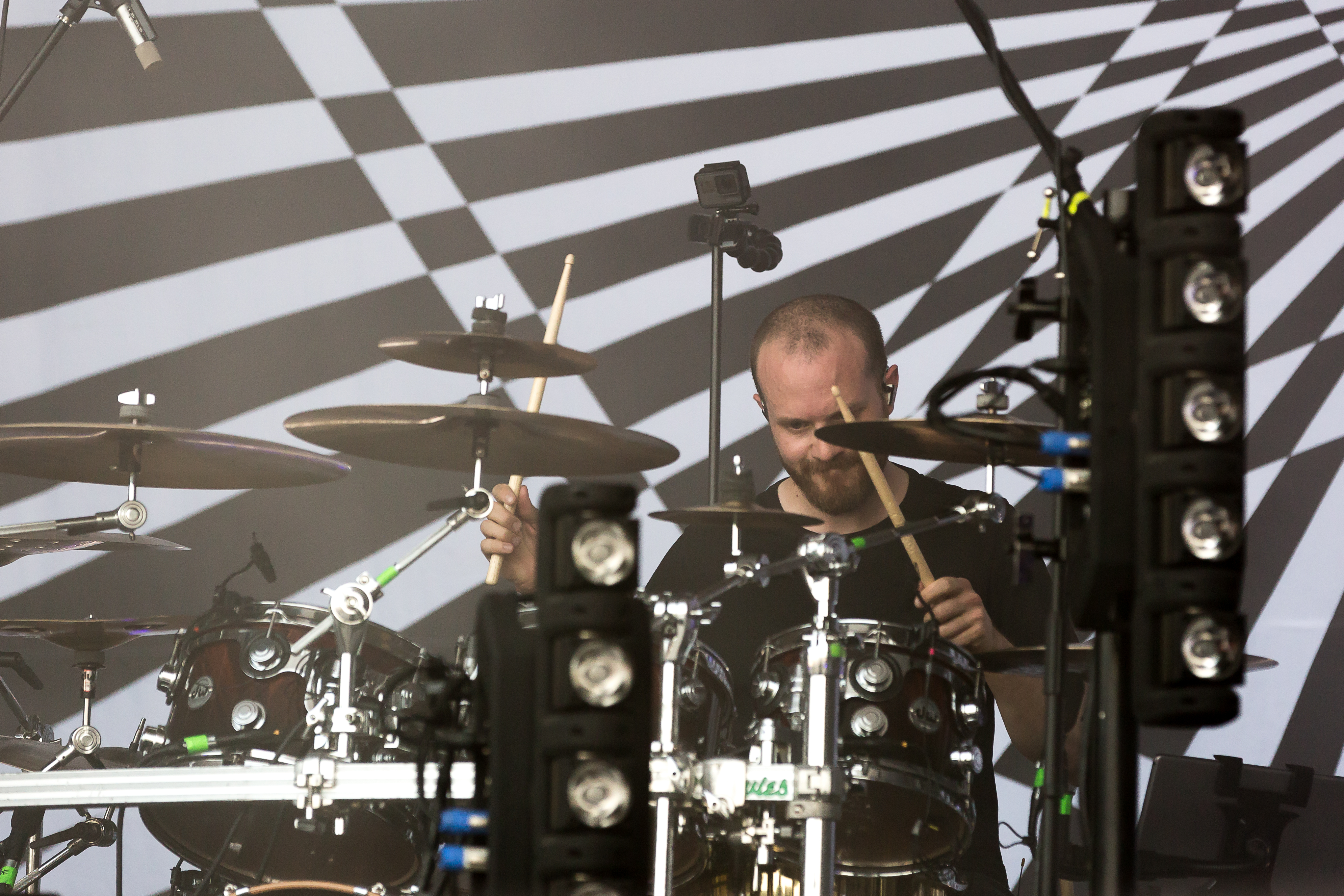
ジェイ・ポストンズ

### 旧メンバー
- ジュリアン・ペリエ (Julien Perier) – ボーカル (2004年–2006年)
- アビソラ・オバサンヤ (Abisola Obasanya) – ボーカル (2006年–2009年)
- エリオット・コールマン (Elliot Coleman) – ボーカル (2011年–2012年)
- アッシュ・オハラ (Ashe O'Hara) – ボーカル (2012年–2014年)

## ディスコグラフィ

### スタジオ・アルバム
- One (2011年)
- Altered State (2013年)
- 『ポラリス』 - Polaris (2015年)
- 『ゾンダー』 - Sonder (2018年)
- 『ウォー・オブ・ビーイング』 - War of Being (2023年)

### ライブ・アルバム
- Odyssey/Scala (2015年)
- Portals (2021年)

### EP
- Concealing Fate (2010年)
- Perspective (2012年)
- Errai (2016年)
- Regrowth (2022年)

### デモ
- Tesseract (2007年)